# Matthew Rush

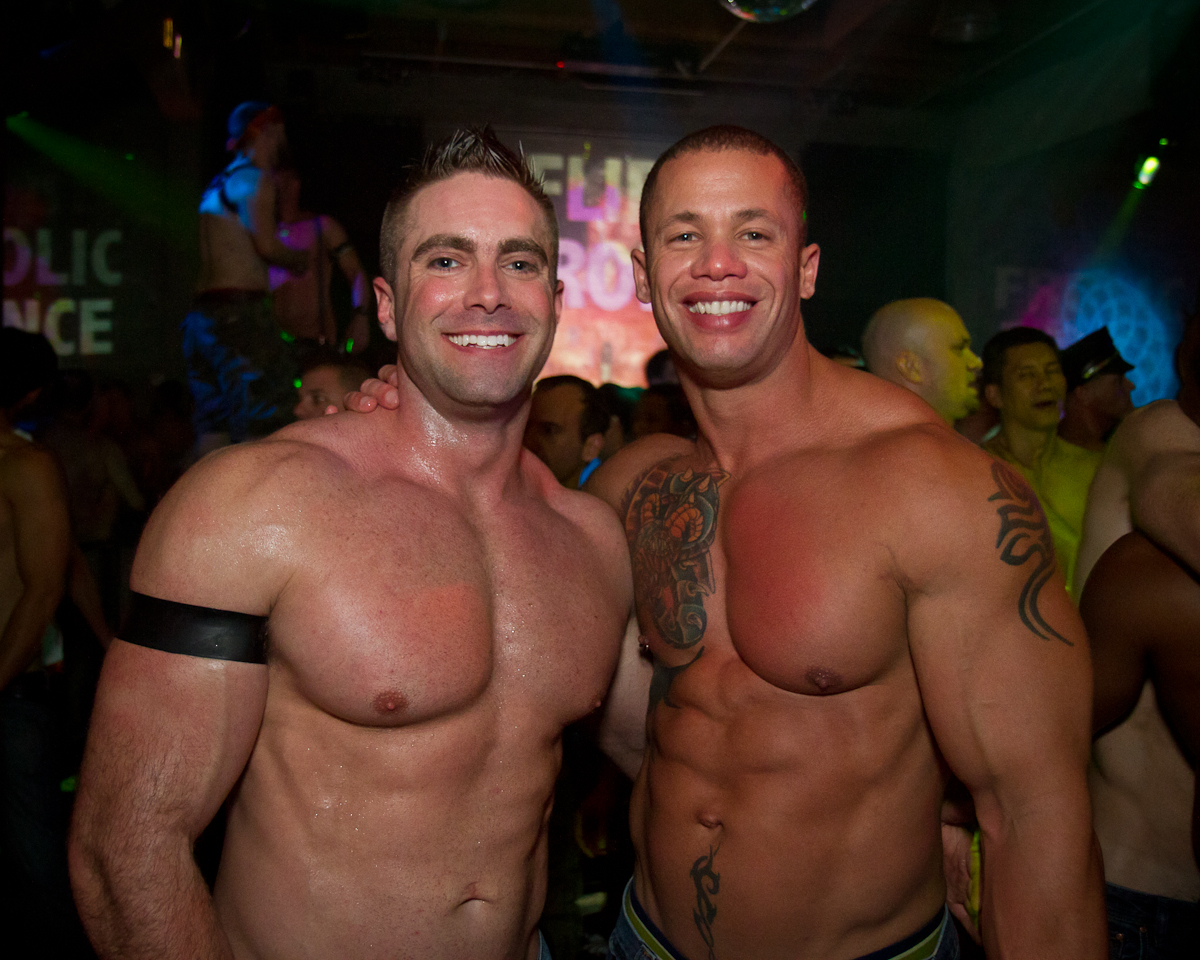

Matthew Rush (Gregory Grove em 22 de setembro de 1972) é um ator e modelo  de filmes e revistas  pornográficas voltadas para o público gay. Ele também é um bodybuilder e personal trainer quando não está atuando. Ele já competiu nos Jogos Gays em Amsterdam e em Sydney, Australia.
Como ator pornô, Rush tem um contrato exclusivo com a Falcon Studios. Todavia, no ano de  2009, ele encerrou seu contrato podendo atuar em filmes de outros estúdios, sendo que seu primeiro trabalho após a quebra de contrato foi com o fotografo Jon Royce  em 22 de janeiro de  2009, sendo que o seu primeiro filme erótico com a Pantheon Productions em São Francisco em 23 de janeiro do mesmo ano.
Matthew Rush fez diversas incursões no circuito fora do mundo pornô. Entre estas, há a sua aparição no filme policial Third Man Out, estrelando Chad Allen, alem ainda da produção Another Gay Movie. No período de 2002 para  2005, ele participou do documentário de Ronnie Larsen, Making Porn. Ele também apareceu em outros trabalhos de Ronnie Larsen, como 10 Naked Men,  Psycho Beach Party e CellboQ, alem ainda de outras peças teatrais. Fora da Falcon, Rush trabalha na  "FabScout Live", um projeto  de entretenimento pornô ao vivo  da agência "FabScout".

## Videografia
- L.A. Zombie (TBA)
- Whorrey Potter and the Sorcerer's Balls (2010, 97 min, "Voldemorecock", Dominic Ford Features)
- Full Access (2009)
- Brief Encounters (2009, 92 min)
- Bootstrap (Falcon Pac 159) (2005, 150 min)
- The Cross Country Global Collection (2005, 180 min)
- Cross Country Part 1 (Falcon Pac 161) (2005, 90 min)
- Cross Country Part 2 (Falcon Pac 162) (2005, 90 min)
- Heaven to Hell (Falcon Pac 160) (2005, 120 min)
- Up All Night (Falcon Pac 163) (2005, 84 min)
- The Recruits (Falcon Pac 152) (2004, 85 min)
- The Taking Flight Set (2004, 219 min)
- Taking Flight Part 1 (Falcon Pac 154) (2004, 114 min)
- Taking Flight Part 2 (Falcon Pac 155) (2004, 105 min)
- The Drenched Set (2003, 197 min)
- Drenched Part 1 (Falcon Pac 149) (2003, 105 min)
- Drenched Part 2 (Falcon Pac 150) (2003, 92 min)
- Good as Gold (Falcon Pac 147) (2003, 90 min)
- The Aftershock Set (2002, 170 min)
- Aftershock: Part 2 (Mustang Pac 068) (2002, 86 min)
- The Deep South Set (2002, 178 min)
- Deep South Part 2 (Falcon Pac 145) (2002, 90 min)
- Defined (Falcon Pac 143) (2002, 87 min)
- Splash Shots III (Falcon Pac 141) (2002, 98 min)
- Alone With - Volume 1 (FAW 001) (2001, 87 min)
- Bounce (Falcon Pac 136) (2001, 85 min)
- Hazed (Jocks Pac 107) (2001, 75 min)
- Hooked (Jocks Pac 108) (2001, 85 min)
- The Other Side of Aspen V (Falcon Pac 139) (2001, 90 min)
- Ready for More (Jocks Pac 109) (2001, 78 min)
- Heroes: Men of Falcon (2003, 80 pages)
- Adam Gay Video Directory - 2002 (2001)
- Matthew Rush Supercock